# Celtic Football Club 2022-2023
Questa voce raccoglie le informazioni riguardanti il Celtic Football Club nelle competizioni ufficiali della stagione 2022-2023.

## Stagione
- In Scottish Premiership il Celtic si classifica al primo posto (82 punti) e vince per la 53ª volta il campionato.
- In Scottish Cup batte in finale l'Inverness (3-1) e vince per la 41ª volta la coppa.
- In Scottish League Cup batte in finale i Rangers (2-1) e vince per la 21ª volta la coppa.
- In Champions League parte dalla fase a gironi, venendo inserito nel gruppo F con Real Madrid, RB Lipsia e Šachtar: si classifica al quarto posto con 2 punti, venendo eliminato.

Il Celtic, con la vittoria di campionato, coppa nazionale e coppa di lega, riesce a conquistare per l'8ª volta il treble. Il 6 giugno 2023 la società comunica che il tecnico Ange Postecoglou lascia il club al termine della stagione per diventare il nuovo allenatore del Tottenham.

## Maglie e sponsor
Lo sponsor tecnico, per la stagione 2022-2023 è stato Adidas. Dafabet è rimasto lo sponsor ufficiale anteriore, mentre sulla parte posteriore è stata confermata la sponsorizzazione con Magners.
| Casa | Trasferta | Terza divisa |

## Organigramma societario
Area direttiva
- Presidente: Ian Bankier (fino al 1º gennaio 2023), poi Peter Lawwell
- Amministratore delegato: Michael Nicholson
- Responsabile finanziario: Christopher McKay
- Segretario: Chris Duffy

Area tecnica
- Direttore sportivo della sezione calcistica: Glen Driscoll
- Allenatore: Ange Postecoglou
- Allenatore in seconda: John Kennedy
- Assistente tecnico: Harry Kewell, Gavin Strachan
- Allenatore dei portieri: Stevie Woods
- Preparatore atletico: Jack Nayler, John Currie

Area marketing
- Direttore economico: Brian Meehan

Area sanitaria
- Medico sociale: Ian Sharpe
- Fisioterapisti: Jennifer Graham, Davie McGovern, Tim Williamson
- Nutrizionista: Rob Naughton

## Rosa
Rosa aggiornata al 17 aprile 2023.
| N. |                          | Ruolo | Calciatore             |
| -- | ------------------------ | ----- | ---------------------- |
| 1  | Inghilterra (bandiera)   | P     | Joe Hart               |
| 2  | Canada (bandiera)        | D     | Alistair Johnston      |
| 3  | Scozia (bandiera)        | D     | Greg Taylor            |
| 4  | Svezia (bandiera)        | D     | Carl Starfelt          |
| 7  | Grecia (bandiera)        | A     | Giōrgos Giakoumakīs    |
| 8  | Giappone (bandiera)      | A     | Kyōgo Furuhashi        |
| 9  | Montenegro (bandiera)    | A     | Sead Hakšabanović      |
| 11 | Israele (bandiera)       | A     | Liel Abada             |
| 13 | Australia (bandiera)     | C     | Aaron Mooy             |
| 14 | Scozia (bandiera)        | C     | David Turnbull         |
| 16 | Irlanda (bandiera)       | C     | James McCarthy         |
| 17 | Portogallo (bandiera)    | A     | Jota                   |
| 18 | Giappone (bandiera)      | D     | Yūki Kobayashi         |
| 19 | Corea del Sud (bandiera) | A     | Oh Hyeon-gyu           |
| 20 | Stati Uniti (bandiera)   | D     | Cameron Carter-Vickers |
| 24 | Giappone (bandiera)      | D     | Tomoki Iwata           |
| 25 | Argentina (bandiera)     | D     | Alexandro Bernabei     |

| N. |                        | Ruolo | Calciatore                 |
| -- | ---------------------- | ----- | -------------------------- |
| 29 | Scozia (bandiera)      | P     | Scott Bain                 |
| 30 | Paesi Bassi (bandiera) | C     | Liam Shaw                  |
| 31 | Svizzera (bandiera)    | P     | Benjamin Siegrist          |
| 33 | Danimarca (bandiera)   | C     | Matt O'Riley               |
| 38 | Giappone (bandiera)    | A     | Daizen Maeda               |
| 41 | Giappone (bandiera)    | C     | Reo Hatate                 |
| 42 | Scozia (bandiera)      | C     | Callum McGregor (capitano) |
| 47 | Scozia (bandiera)      | D     | Dane Murray                |
| 49 | Scozia (bandiera)      | C     | James Forrest              |
| 50 | Irlanda (bandiera)     | C     | Bosun Lawal                |
| 53 | Scozia (bandiera)      | C     | Ben Summers                |
| 56 | Scozia (bandiera)      | D     | Anthony Ralston            |
| 57 | Scozia (bandiera)      | D     | Stephen Welsh              |
| 98 | Irlanda (bandiera)     | C     | Rocco Vata                 |
| -- | Danimarca (bandiera)   | C     | Oliver Abildgaard          |
| -- | Germania (bandiera)    | D     | Moritz Jenz                |
| -- | Croazia (bandiera)     | D     | Josip Juranović            |

## Calciomercato

### Sessione estiva
| Acquisti         | Acquisti               | Acquisti           | Acquisti                |
| R.               | Nome                   | da                 | Modalità                |
| ---------------- | ---------------------- | ------------------ | ----------------------- |
| P                | Ross Doohan            | Tranmere           | fine prestito           |
| P                | Benjamin Siegrist      | Dundee Utd         | svincolato              |
| D                | Alexandro Bernabei     | Lanús              | definitivo (3,75 mln £) |
| D                | Cameron Carter-Vickers | Tottenham          | riscattato (6 mln £)    |
| D                | Moritz Jenz            | Lorient            | prestito                |
| D                | Adam Montgomery        | Aberdeen           | fine prestito           |
| D                | Osaze Urhoghide        | Ostenda            | fine prestito           |
| C                | Ewan Henderson         | Hibernian          | fine prestito           |
| C                | Aaron Mooy             | Shanghai Haigang   | svincolato              |
| C                | Ismaila Soro           | Arouca             | fine prestito           |
| A                | Jota                   | Benfica            | riscattato (6,4 mln £)  |
| A                | Sead Hakšabanović      | Rubin              | definitivo (1,7 mln £)  |
| A                | Daizen Maeda           | Yokohama F·Marinos | riscattato (1,6 mln £)  |
| Altre operazioni |                        |                    |                         |
| R.               | Nome                   | da                 | Modalità                |
| P                | Josh Clarke            | Glenavon           | svincolato              |
| C                | Barry Coffey           | Cork City          | fine prestito           |
| C                | Luca Connell           | Queen's Park       | fine prestito           |
| C                | Kerr McInroy           | Ayr Utd            | fine prestito           |
| C                | Brody Paterson         | Airdrieonians      | fine prestito           |
| C                | Scott Robertson        | Crewe Alexandra    | fine prestito           |
| C                | Liam Shaw              | Motherwell         | fine prestito           |
| A                | Jonathan Afolabi       | Airdrieonians      | fine prestito           |

| Cessioni         | Cessioni              | Cessioni          | Cessioni               |
| R.               | Nome                  | a                 | Modalità               |
| ---------------- | --------------------- | ----------------- | ---------------------- |
| P                | Vasilios Barkas       | Utrecht           | prestito               |
| P                | Ross Doohan           | Tranmere          | definitivo             |
| D                | Boli Bolingoli-Mbombo | Malines           | definitivo             |
| D                | Christopher Jullien   | Montpellier       | definitivo (850.000 £) |
| D                | Adam Montgomery       | St. Johnstone     | prestito               |
| D                | Liam Scales           | Aberdeen          | prestito               |
| D                | Osaze Urhoghide       | Ostenda           | rinnovo prestito       |
| C                | Nir Bitton            | Maccabi Tel Aviv  | fine contratto         |
| C                | Ewan Henderson        | Hibernian         | fine contratto         |
| C                | Ismaila Soro          | Arouca            | rinnovo prestito       |
| C                | Tom Rogić             | West Bromwich     | fine contratto         |
| A                | Albian Ajeti          | Sturm Graz        | prestito               |
| A                | Karamoko Dembélé      | Brest             | fine contratto         |
| A                | Michael Johnston      | Vitória Guimarães | prestito               |
| Altre operazioni |                       |                   |                        |
| R.               | Nome                  | da                | Modalità               |
| P                | Ryan Mullen           | Clyde             | fine contratto         |
| C                | Barry Coffey          | Cork City         | fine contratto         |
| C                | Luca Connell          | Barnsley          | fine contratto         |
| C                | Frankie Deane         | Burnley           | fine contratto         |
| C                | Kerr McInroy          | Kilmarnock        | fine contratto         |
| C                | Brody Paterson        | Hartlepool Utd    | fine contratto         |
| C                | Liam Shaw             | Morecambe         | prestito               |
| C                | Ben Wylie             | Airdrieonians     | prestito               |
| A                | Jonathan Afolabi      | Bohemians         | fine contratto         |
| A                | Johnny Kenny          | Queen's Park      | prestito               |
| A                | Owen Moffat           | Blackpool         | definitivo             |

### Operazioni esterne
| Acquisti         | Acquisti          | Acquisti     | Acquisti                     |
| R.               | Nome              | da           | Modalità                     |
| ---------------- | ----------------- | ------------ | ---------------------------- |
| C                | Oliver Abildgaard | Rubin        | prestito oneroso (865.000 £) |
| Altre operazioni |                   |              |                              |
| R.               | Nome              | da           | Modalità                     |
| D                | Justin Osagie     | West Ham Utd | svincolato                   |

| Cessioni | Cessioni | Cessioni | Cessioni |
| R.       | Nome     | a        | Modalità |
| -------- | -------- | -------- | -------- |

### Sessione invernale
| Acquisti         | Acquisti          | Acquisti         | Acquisti                 |
| R.               | Nome              | da               | Modalità                 |
| ---------------- | ----------------- | ---------------- | ------------------------ |
| P                | Conor Hazard      | HJK              | fine prestito            |
| D                | Alistair Johnston | CF Montréal      | definitivo (3,0 mln £ €) |
| D                | Yūki Kobayashi    | Vissel Kōbe      | svincolato               |
| D                | Adam Montgomery   | St. Johnstone    | fine prestito            |
| C                | Tomoki Iwata      | Yokohama Marinos | prestito                 |
| A                | Oh Hyeon-gyu      | Suwon Bluewings  | definitivo (2,5 mln £)   |
| Altre operazioni |                   |                  |                          |
| R.               | Nome              | da               | Modalità                 |
| A                | Johnny Kenny      | Queen's Park     | risoluzione prestito     |

| Cessioni         | Cessioni          | Cessioni        | Cessioni               |
| R.               | Nome              | a               | Modalità               |
| ---------------- | ----------------- | --------------- | ---------------------- |
| D                | Moritz Jenz       | Lorient         | risoluzione prestito   |
| D                | Josip Juranović   | Union Berlino   | definitivo (7,5 mln £) |
| D                | Adam Montgomery   | St. Johnstone   | estensione prestito    |
| C                | Oliver Abildgaard | Rubin           | risoluzione prestito   |
| Altre operazioni |                   |                 |                        |
| R.               | Nome              | da              | Modalità               |
| P                | Tobi Oluwayemi    | Cork City       | prestito               |
| C                | Scott Robertson   | Fleetwood Town  | definitivo             |
| A                | Johnny Kenny      | Shamrock Rovers | prestito               |

### Operazioni esterne
| Acquisti | Acquisti | Acquisti | Acquisti |
| R.       | Nome     | da       | Modalità |
| -------- | -------- | -------- | -------- |

| Cessioni         | Cessioni            | Cessioni       | Cessioni               |
| R.               | Nome                | a              | Modalità               |
| ---------------- | ------------------- | -------------- | ---------------------- |
| C                | Yosuke Ideguchi     | Avispa Fukuoka | prestito               |
| A                | Giōrgos Giakoumakīs | Atlanta United | definitivo (4,3 mln £) |
| Altre operazioni |                     |                |                        |
| R.               | Nome                | da             | Modalità               |
| C                | Ewan Otoo           | Dunfermline    | prestito               |

## Risultati

### Scottish Premiership

#### Stagione regolare
| Arbitro: | Walsh |

|                   |           |  |
| Welsh 3’ Jota 75’ | Marcatori |  |

| Arbitro: | Robertson |

|               |           |                                    |
| Iacovitti 58’ | Marcatori | 48’ Furuhashi 84’ Jenz 90+1’ Abada |

| Arbitro: | Dickinson |

|  |           |                                                               |
|  | Marcatori | 7’ Furuhashi 35’ Jota 45+1’ Jenz 76’ Starfelt 82’ Giakoumakīs |

| Arbitro: | Clancy |

|                                 |           |  |
| Furuhashi 13’ Giakoumakīs 90+4’ | Marcatori |  |

| Arbitro: | McLean |

|  |           |                                                                                     |
|  | Marcatori | 15’, 40’, 45+2’ Furuhashi 45+6’ Jota 50’, 59’, 77’ Abada 55’ Juranović 81’ Starfelt |

| Arbitro: | Walsh |

|                                     |           |  |
| Abada 8’, 40’ Jota 32’ Turnbull 78’ | Marcatori |  |

| Arbitro: | Anderson |

|                                  |           |              |
| Obileye 23’ (aut.) Furuhashi 45’ | Marcatori | 45+2’ Devlin |

| Arbitro: | Robertson |

|                       |           |  |
| O'Hara 43’ Ayunga 53’ | Marcatori |  |

| Arbitro: | Beaton |

|                          |           |                      |
| Furuhashi 16’ Hatate 64’ | Marcatori | 36’ (aut.) Juranović |

| Arbitro: | Anderson |

|                |           |                                        |
| Mitchell 90+3’ | Marcatori | 42’ (aut.) Considine 90+5’ Giakoumakīs |

| Arbitro: | McLean |

|                                                     |           |           |
| Forrest 9’, 24’, 58’ Giakoumakīs 18’, 73’ Maeda 89’ | Marcatori | 56’ Youan |

| Arbitro: | Walsh |

|                                         |           |                                                  |
| Shankland 45+3’ (rig.), 47’, 65’ (rig.) | Marcatori | 14’ Forrest 55’ Giakoumakīs 59’ Maeda 76’ Taylor |

| Arbitro: | Collum |

|  |           |                                  |
|  | Marcatori | 9’ Furuhashi 53’ Taylor 87’ Jota |

| Arbitro: | Dickinson |

|                                                |           |                                |
| Hakšabanović 6’, 34’ Furuhashi 90’ Abada 90+2’ | Marcatori | 12’ (rig.) Fletcher 87’ Levitt |

| Arbitro: | Collum |

|             |           |                         |
| Tierney 86’ | Marcatori | 15’ Furuhashi 84’ Maeda |

| Arbitro: | Munro |

|                               |           |                    |
| Turnbull 62’ Hakšabanović 68’ | Marcatori | 50’ (rig.) Cancola |

| Arbitro: | McLean |

|  |           |              |
|  | Marcatori | 87’ McGregor |

| Arbitro: | Clancy |

|                                    |           |            |
| Hatate 14’, 52’ Furuhashi 18’, 40’ | Marcatori | 67’ Wright |

| Arbitro: | Muir |

|  |           |                                       |
|  | Marcatori | 28’, 58’ Mooy 36’ Maeda 64’ Furuhashi |

| Arbitro: | Beaton |

|                               |           |                        |
| Kent 47’ Tavernier 53’ (rig.) | Marcatori | 5’ Maeda 88’ Furuhashi |

| Arbitro: | Walsh |

|                            |           |  |
| Jota 45’ Taylor 51’ (aut.) | Marcatori |  |

| Arbitro: | McLean |

|                                           |           |  |
| Abada 15’ Furuhashi 35’, 53’ Turnbull 86’ | Marcatori |  |

| Arbitro: | Robertson |

|  |           |                   |
|  | Marcatori | 51’ Jota 56’ Mooy |

| Arbitro: | Walsh |

|                                      |           |  |
| Taylor 29’ Maeda 33’ Furuhashi 45+2’ | Marcatori |  |

| Arbitro: | Dickinson |

|            |           |                                                            |
| Wright 25’ | Marcatori | 13’ (aut.) Considine 22’ Furuhashi 38’ Mooy 90+3’ Turnbull |

| Arbitro: | Collum |

|                                       |           |  |
| McGregor 2’ Hatate 13’, 76’ Abada 89’ | Marcatori |  |

| Arbitro: | Dickinson |

|                  |           |                                                    |
| O'Hara 6’ (rig.) | Marcatori | 56’ Jota 61’ Johnston 70’ Abada 72’ O'Riley 81’ Oh |

| Arbitro: | Muir |

|                                          |           |             |
| Maeda 25’ Furuhashi 60’ Hakšabanović 84’ | Marcatori | 6’ Ginnelly |

| Arbitro: | McLean |

|                                           |           |                     |
| Jota 52’ (rig.) Oh 82’ Hakšabanović 90+5’ | Marcatori | 39’ (rig.) Campbell |

| Arbitro: | Collum |

|  |           |                                  |
|  | Marcatori | 45+5’ (rig.) Jota 90+5’ Bernabei |

| Arbitro: | Clancy |

|                             |           |                    |
| Furuhashi 26’, 62’ Jota 73’ | Marcatori | 45’, 78’ Tavernier |

| Arbitro: | Dickinson |

|              |           |                                         |
| Donnelly 45’ | Marcatori | 7’ Furuhashi 12’ Maeda 18’, 27’ O'Riley |

| Arbitro: | Beaton |

|              |           |              |
| McGregor 24’ | Marcatori | 55’ van Veen |

#### Poule scudetto
| Arbitro: | Walsh |

|  |           |                      |
|  | Marcatori | 67’ Furuhashi 80’ Oh |

| Arbitro: | McLean |

|                                    |           |  |
| Cantwell 5’ Souttar 34’ Sakala 70’ | Marcatori |  |

| Arbitro: | Munro |

|                            |           |              |
| Furuhashi 14’ McGregor 81’ | Marcatori | 4’, 39’ Main |

| Arbitro: | Clancy |

|                                                      |           |                   |
| Youan 52’, 80’ Nisbet 75’ (rig.) Bernabei 86’ (aut.) | Marcatori | 41’ Hatate 58’ Oh |

| Arbitro: | Muir |

|                                             |           |  |
| Furuhashi 27’, 32’ Starfelt 78’ Oh 82’, 90’ | Marcatori |  |

### Scottish League Cup
| Arbitro: | Collum |

|               |           |                                                    |
| Iacovitti 68’ | Marcatori | 21’ McGregor 25’ Giakoumakīs 73’ Maeda 90’ Forrest |

| Arbitro: | Robertson |

|  |           |                                         |
|  | Marcatori | 44’ (56) Abada 61’ Hatate 76’ Furuhashi |

| Arbitro: | Collum |

|                             |           |  |
| Maeda 18’ Giakoumakis 90+5’ | Marcatori |  |

| Arbitro: | Walsh |

|             |           |                    |
| Morelos 64’ | Marcatori | 44’, 56’ Furuhashi |

### Scottish Cup
| Arbitro: | Clancy |

|                                                        |           |  |
| Mooy 18’ (rig.), 84’ Furuhashi 21’, 45+1’ Turnbull 42’ | Marcatori |  |

| Arbitro: | McLean |

|                                                |           |            |
| Maeda 16’ Hatate 76’ (rig.) Oh 80’ O'Riley 90’ | Marcatori | 87’ O'Hara |

| Arbitro: | Clancy |

|  |           |                                          |
|  | Marcatori | 2’ Mooy 45’ Furuhashi 80’ Carter-Vickers |

| Arbitro: | Collum |

|  |           |          |
|  | Marcatori | 42’ Jota |

| Arbitro: | Beaton |

|                                    |           |            |
| Furuhashi 38’ Abada 65’ Jota 90+1’ | Marcatori | 84’ MacKay |

### Champions League

#### Fase a gironi
| Arbitro: | Schärer |

|  |           |                                    |
|  | Marcatori | 56’ Vinícius 60’ Modrić 77’ Hazard |

| Arbitro: | Nyberg |

|            |           |                       |
| Mudryk 29’ | Marcatori | 10’ (aut.) Bondarenko |

| Arbitro: | Eskås |

|                                 |           |          |
| Nkunku 27’ André Silva 64’, 77’ | Marcatori | 47’ Jota |

| Arbitro: | Meler |

|  |           |                         |
|  | Marcatori | 75’ Werner 84’ Forsberg |

| Arbitro: | Gözübüyük |

|                 |           |            |
| Giakoumakīs 34’ | Marcatori | 58’ Mudryk |

| Arbitro: | Frappart |

|                                                                           |           |          |
| Modrić 6’ (rig.) Rodrygo 21’ (rig.) Asensio 51’ Vinícius 61’ Valverde 71’ | Marcatori | 84’ Jota |

## Statistiche

### Statistiche di squadra
| Competizione         | Punti | In casa | In casa | In casa | In casa | In casa | In casa | In trasferta | In trasferta | In trasferta | In trasferta | In trasferta | In trasferta | Totale | Totale | Totale | Totale | Totale | Totale | DR  |
| Competizione         | Punti | G       | V       | N       | P       | Gf      | Gs      | G            | V            | N            | P            | Gf           | Gs           | G      | V      | N      | P      | Gf     | Gs     | DR  |
| -------------------- | ----- | ------- | ------- | ------- | ------- | ------- | ------- | ------------ | ------------ | ------------ | ------------ | ------------ | ------------ | ------ | ------ | ------ | ------ | ------ | ------ | --- |
| Scottish Premiership | 99    | 19      | 17      | 2       | 0       | 58      | 14      | 19           | 15           | 1            | 3            | 56           | 19           | 38     | 32     | 3      | 3      | 114    | 33     | +81 |
| Scottish League Cup  | -     | 1       | 1       | 0       | 0       | 2       | 0       | 3            | 3            | 0            | 0            | 10           | 2            | 4      | 4      | 0      | 0      | 12     | 2      | +10 |
| Scottish Cup         | -     | 3       | 3       | 0       | 0       | 13      | 2       | 2            | 2            | 0            | 0            | 4            | 0            | 5      | 5      | 0      | 0      | 17     | 2      | +15 |
| Champions League     | 2     | 3       | 0       | 1       | 2       | 1       | 6       | 3            | 0            | 1            | 2            | 3            | 9            | 6      | 0      | 2      | 4      | 4      | 15     | -11 |
| Totale               | -     | 26      | 21      | 3       | 2       | 74      | 22      | 27           | 20           | 2            | 5            | 74           | 30           | 53     | 41     | 5      | 7      | 147    | 52     | +95 |

### Andamento in campionato
| Giornata  | 1 | 2 | 3 | 4 | 5 | 6 | 7 | 8 | 9 | 10 | 11 | 12 | 13 | 14 | 15 | 16 | 17 | 18 | 19 | 20 | 21 | 22 | 23 | 24 | 25 | 26 | 27 | 28 | 29 | 30 | 31 | 32 | 33 | 34 | 35 | 36 | 37 | 38 |
| --------- | - | - | - | - | - | - | - | - | - | -- | -- | -- | -- | -- | -- | -- | -- | -- | -- | -- | -- | -- | -- | -- | -- | -- | -- | -- | -- | -- | -- | -- | -- | -- | -- | -- | -- | -- |
| Luogo     | C | T | T | C | T | C | C | T | C | T  | C  | T  | T  | C  | T  | C  | T  | C  | T  | T  | C  | C  | T  | C  | T  | C  | C  | T  | C  | T  | C  | T  | C  | T  | T  | C  | T  | C  |
| Risultato | V | V | V | V | V | V | V | P | V | V  | V  | V  | V  | V  | V  | V  | V  | V  | V  | N  | V  | V  | V  | V  | V  | V  | V  | V  | V  | V  | V  | V  | N  | V  | P  | N  | P  | V  |
| Posizione | 1 | 1 | 1 | 1 | 1 | 1 | 1 | 1 | 1 | 1  | 1  | 1  | 1  | 1  | 1  | 1  | 1  | 1  | 1  | 1  | 1  | 1  | 1  | 1  | 1  | 1  | 1  | 1  | 1  | 1  | 1  | 1  | 1  | 1  | 1  | 1  | 1  | 1  |

Legenda:

Luogo: C = Casa; T = Trasferta. Risultato: V = Vittoria; N = Pareggio; P = Sconfitta.

### Statistiche dei giocatori
| Giocatore         | Premiership | Premiership | Premiership | Premiership | Scottish League Cup | Scottish League Cup | Scottish League Cup | Scottish League Cup | Scottish Cup | Scottish Cup | Scottish Cup | Scottish Cup | Champions League | Champions League | Champions League | Champions League | Totale   | Totale | Totale      | Totale     |
| Giocatore         | Presenze    | Reti        | Ammonizioni | Espulsioni  | Presenze            | Reti                | Ammonizioni         | Espulsioni          | Presenze     | Reti         | Ammonizioni  | Espulsioni   | Presenze         | Reti             | Ammonizioni      | Espulsioni       | Presenze | Reti   | Ammonizioni | Espulsioni |
| ----------------- | ----------- | ----------- | ----------- | ----------- | ------------------- | ------------------- | ------------------- | ------------------- | ------------ | ------------ | ------------ | ------------ | ---------------- | ---------------- | ---------------- | ---------------- | -------- | ------ | ----------- | ---------- |
| L. Abada          | 34          | 10          | 2           | 0           | 4                   | 2                   | 1                   | 0                   | 4            | 1            | 0            | 0            | 5                | 0                | 0                | 0                | 47       | 13     | 3           | 0          |
| S. Bain           | 1           | -2          | 0           | 0           | 0                   | 0                   | 0                   | 0                   | 0            | 0            | 0            | 0            | 0                | 0                | 0                | 0                | 1        | -2     | 0           | 0          |
| A. Bernabéi       | 15          | 1           | 2           | 0           | 2                   | 0                   | 0                   | 0                   | 1            | 0            | 0            | 0            | 1                | 0                | 0                | 0                | 19       | 1      | 2           | 0          |
| C. Carter-Vickers | 30          | 0           | 5           | 0           | 3                   | 0                   | 0                   | 0                   | 3            | 1            | 1            | 0            | 4                | 0                | 0                | 0                | 40       | 1      | 6           | 0          |
| J. Forrest        | 15          | 4           | 0           | 0           | 2                   | 1                   | 0                   | 0                   | 2            | 0            | 0            | 0            | 3                | 0                | 0                | 0                | 22       | 5      | 0           | 0          |
| F. Furuhashi      | 36          | 27          | 3           | 0           | 3                   | 3                   | 0                   | 0                   | 5            | 4            | 0            | 0            | 6                | 0                | 1                | 0                | 50       | 34     | 4           | 0          |
| G. Giakoumakīs    | 19          | 6           | 2           | 0           | 3                   | 2                   | 1                   | 0                   | 0            | 0            | 0            | 0            | 6                | 1                | 0                | 0                | 28       | 9      | 3           | 0          |
| S. Hakšabanović   | 26          | 5           | 1           | 0           | 3                   | 0                   | 0                   | 0                   | 5            | 0            | 0            | 0            | 6                | 0                | 0                | 0                | 40       | 5      | 1           | 0          |
| J. Hart           | 37          | -30         | 0           | 0           | 2                   | -1                  | 0                   | 0                   | 5            | -2           | 0            | 0            | 6                | -13              | 0                | 0                | 50       | -46    | 0           | 0          |
| R. Hatate         | 32          | 6           | 0           | 0           | 3                   | 1                   | 0                   | 0                   | 4            | 2            | 0            | 0            | 6                | 0                | 1                | 0                | 45       | 9      | 1           | 0          |
| T. Iwata          | 13          | 0           | 0           | 0           | 1                   | 0                   | 0                   | 0                   | 4            | 0            | 0            | 0            | 0                | 0                | 0                | 0                | 18       | 0      | 0           | 0          |
| A. Johnston       | 14          | 1           | 1           | 0           | 1                   | 0                   | 1                   | 0                   | 5            | 0            | 0            | 0            | 0                | 0                | 0                | 0                | 20       | 1      | 2           | 0          |
| Jota              | 33          | 11          | 1           | 0           | 2                   | 0                   | 0                   | 0                   | 4            | 2            | 0            | 0            | 4                | 2                | 0                | 0                | 43       | 15     | 1           | 0          |
| Y. Kobayashi      | 5           | 0           | 0           | 0           | 0                   | 0                   | 0                   | 0                   | 2            | 0            | 0            | 0            | 0                | 0                | 0                | 0                | 7        | 0      | 0           | 0          |
| B. Lawal          | 0           | 0           | 0           | 0           | 0                   | 0                   | 0                   | 0                   | 1            | 0            | 0            | 0            | 0                | 0                | 0                | 0                | 1        | 0      | 0           | 0          |
| D. Maeda          | 35          | 8           | 4           | 1           | 4                   | 2                   | 0                   | 0                   | 4            | 1            | 1            | 0            | 6                | 0                | 1                | 0                | 49       | 11     | 6           | 1          |
| J. McCarthy       | 2           | 0           | 0           | 0           | 2                   | 0                   | 0                   | 0                   | 0            | 0            | 0            | 0            | 1                | 0                | 0                | 0                | 5        | 0      | 0           | 0          |
| C. McGregor       | 31          | 4           | 3           | 1           | 3                   | 1                   | 0                   | 0                   | 5            | 0            | 1            | 0            | 3                | 0                | 0                | 0                | 42       | 5      | 4           | 1          |
| A. Mooy           | 28          | 4           | 2           | 0           | 4                   | 0                   | 0                   | 0                   | 4            | 3            | 0            | 0            | 5                | 0                | 0                | 0                | 41       | 7      | 2           | 0          |
| H. Oh             | 16          | 6           | 2           | 0           | 1                   | 0                   | 1                   | 0                   | 4            | 1            | 0            | 0            | 0                | 0                | 0                | 0                | 21       | 7      | 3           | 0          |
| M. O'Riley        | 38          | 3           | 3           | 0           | 3                   | 0                   | 0                   | 0                   | 5            | 1            | 0            | 0            | 6                | 0                | 2                | 0                | 52       | 4      | 5           | 0          |
| A. Ralston        | 16          | 0           | 2           | 0           | 1                   | 0                   | 0                   | 0                   | 1            | 0            | 0            | 0            | 0                | 0                | 0                | 0                | 18       | 0      | 2           | 0          |
| B. Siegrist       | 0           | 0           | 0           | 0           | 2                   | 0                   | 0                   | 0                   | 0            | 0            | 0            | 0            | 0                | 0                | 0                | 0                | 2        | 0      | 0           | 0          |
| C. Starfelt       | 28          | 3           | 3           | 0           | 3                   | 0                   | 0                   | 0                   | 5            | 0            | 0            | 0            | 1                | 0                | 0                | 0                | 37       | 3      | 3           | 0          |
| B. Summers        | 2           | 0           | 0           | 0           | 0                   | 0                   | 0                   | 0                   | 0            | 0            | 0            | 0            | 0                | 0                | 0                | 0                | 2        | 0      | 0           | 0          |
| G. Taylor         | 31          | 3           | 3           | 0           | 2                   | 0                   | 1                   | 0                   | 4            | 0            | 0            | 0            | 6                | 0                | 0                | 0                | 43       | 3      | 4           | 0          |
| D. Turnbull       | 28          | 4           | 2           | 1           | 2                   | 0                   | 0                   | 0                   | 3            | 1            | 0            | 0            | 5                | 0                | 0                | 0                | 38       | 5      | 2           | 1          |
| R. Vata           | 4           | 0           | 0           | 0           | 0                   | 0                   | 0                   | 0                   | 0            | 0            | 0            | 0            | 0                | 0                | 0                | 0                | 4        | 0      | 0           | 0          |
| S. Welsh          | 4           | 1           | 2           | 0           | 1                   | 0                   | 0                   | 0                   | 0            | 0            | 0            | 0            | 1                | 0                | 0                | 0                | 6        | 1      | 2           | 0          |
| O. Abildgaard     | 6           | 0           | 0           | 0           | 1                   | 0                   | 0                   | 0                   | 2            | 0            | 0            | 0            | 1                | 0                | 0                | 0                | 10       | 0      | 0           | 0          |
| M. Jenz           | 11          | 2           | 4           | 0           | 2                   | 0                   | 0                   | 0                   | 0            | 0            | 0            | 0            | 6                | 0                | 1                | 0                | 19       | 2      | 5           | 0          |
| J. Juranović      | 10          | 1           | 0           | 0           | 2                   | 0                   | 0                   | 0                   | 0            | 0            | 0            | 0            | 6                | 0                | 1                | 0                | 18       | 1      | 1           | 0          |